# Mark Newhouse
Mark Newhouse (* 11. März 1985 in Chapel Hill, North Carolina) ist ein professioneller US-amerikanischer Pokerspieler. Er gewann 2006 das Main Event der World Poker Tour und saß 2013 und 2014 zweimal in Folge am Finaltisch der Poker-Weltmeisterschaft.

## Persönliches
Newhouse wuchs in Chapel Hill im US-Bundesstaat North Carolina auf. Nach Abschluss der Highschool begann er ein Studium an der Appalachian State University in Boone, brach es jedoch aufgrund seiner Pokerkarriere ab.

## Pokerkarriere
Newhouse spielt online unter dem Nickname newhizzle.
Seine erste Geldplatzierung bei einem Live-Turnier erzielte Newhouse im Juli 2006 bei der World Series of Poker (WSOP) im Rio All-Suite Hotel and Casino am Las Vegas Strip. Dort kam er bei einem Turnier in Limit Hold’em an den Finaltisch und belegte von 341 Spielern den mit rund 55.000 US-Dollar dotierten fünften Platz. Mitte September 2006 gewann Newhouse das Main Event der World Poker Tour in Atlantic City und sicherte sich mehr als 1,5 Millionen US-Dollar. Im Juli 2011 schaffte er es erstmals beim WSOP-Main-Event ins Geld und platzierte sich auf dem 182. Platz für knapp 50.000 US-Dollar. Beim Main Event der WSOP 2013 erreichte Newhouse als einer von neun Spielern aus ursprünglich 6352 Teilnehmern den Finaltisch, der im November 2013 ausgespielt wurde. Dort schied er als erster Spieler aus und erhielt ein Preisgeld von mehr als 700.000 US-Dollar. Im Folgejahr schaffte er es erneut an den Finaltisch des WSOP-Main-Events. Diesmal hatte sich Newhouse aus 6683 Spielern durchgesetzt und ging mit den drittmeisten Chips an den Tisch, der ab dem 10. November 2014 gespielt wurde. Dort belegte er nach einem misslungenen Bluff erneut den neunten Platz und erhielt 730.000 US-Dollar Preisgeld. Somit saß Newhouse, als erster Spieler seit Dan Harrington in den Jahren 2003 und 2004, zweimal in Folge am Finaltisch des WSOP-Main-Events und erhielt dafür er Ende Februar 2015 bei den American Poker Awards in Beverly Hills die Auszeichnung für die „Tournament Performance of the Year 2014“. Seitdem blieben größere Turniererfolge aus.
Insgesamt hat sich Newhouse mit Poker bei Live-Turnieren mehr als 3,5 Millionen US-Dollar erspielt.